# Fara (Palestyna)
Fara (arab. فارة) – nieistniejąca już arabska wieś, która była położona w Dystrykcie Safedu w Mandacie Palestyny. Wieś została wyludniona i zniszczona podczas I wojny izraelsko-arabskiej, po ataku Sił Obronnych Izraela w dniu 30 października 1948 roku.

## Położenie
Fara leżała w Górnej Galilei, w odległości 1 kilometra na wschód od granicy z Libanem i 11,5 km na północ od miasta Safed. Według danych z 1945 roku do wsi należały ziemie o powierzchni 722,9 ha. We wsi mieszkało wówczas 320 osób.
| własność gruntów | powierzchnia gruntów (hektary) |
| ---------------- | ------------------------------ |
| Arabowie         | 722,5                          |
| Żydzi            | 0                              |
| publiczne        | 0,4                            |
| Razem            | 722,9                          |

| Rodzaj użytkowanych gruntów | hektary |
| --------------------------- | ------- |
| uprawy oliwek               | 8,6     |
| uprawy nawadniane           | 17,3    |
| uprawy zbóż                 | 373,8   |
| nieużytki                   | 328     |
| zabudowane                  | 3,8     |

## Historia
W 1596 roku we wsi Fara znajdowało się 281 mieszkańców, którzy utrzymywali się z upraw pszenicy, jęczmienia, oliwek, owoców, winogron, oraz hodowli kóz i uli. W okresie panowania Brytyjczyków Fara była średniej wielkości wsią. We wsi znajdował się jeden meczet.

Podczas wojny domowej w Mandacie Palestyny w 1948 roku w rejonie wioski Fara stacjonowały siły Arabskiej Armii Wyzwoleńczej. Podczas I wojny izraelsko-arabskiej w październiku 1948 roku Izraelczycy przeprowadzili operację „Hiram”. W dniu 30 października Fara została zajęta przez izraelskich żołnierzy. Następnie wieś została wysiedlona, a wszystkie domy wyburzono.

## Miejsce obecnie
Na gruntach wioski Fara utworzono w 1949 roku kibuc Jiron. Palestyński historyk Walid Chalidi, tak opisał pozostałości wioski Fara: „Na miejscu stoi jeden kamień budowlany (prawdopodobnie po meczecie), jak również kilka kamiennych tarasów. W większości teren jest porośnięty trawą i drzewami figowymi. W odległości mniej niż jeden kilometr na północ od niej, leży osiedle Jiron”.